# Antevorta
Antevorta è nella Mitologia romana una delle Camene, comprese nel gruppo dei Di indigetes. È la dea del futuro e, contrapponendosi a Postvorta, presiede alla nascita dei bambini quando sono in posizione cefalica. Vista inizialmente come un aspetto di Carmenta, divenne poi una figura a sé.